# Delfín Benítez Cáceres
Delfín „Machetero“ Benítez Cáceres (* 24. September 1910 in Asunción; † 8. Januar 2004 in Caracas, Venezuela) war ein paraguayischer Fußballspieler und Fußballtrainer. Benítez war in seiner aktiven Karriere Stürmer, spielte auf Vereinsebene in seinem Heimatland, in Argentinien und in Kolumbien und trat sowohl für die paraguayische als auch für die argentinische Fußballauswahl an. Als Trainer war er in Kolumbien und Venezuela tätig.

## Karriere

### Spielerlaufbahn
Benítez begann seine Karriere bei Libertad in seiner Heimatstadt Asunción. Bereits 1930 im Alter von 19 Jahren trat er mit der Nationalmannschaft bei der WM in Uruguay an. Als einer der Schlüsselspieler Paraguays in den frühen 1930ern wurde der argentinische Verein Boca Juniors auf ihn aufmerksam und verpflichtete ihn 1932.
In den folgenden sieben Jahren wurde Benítez zum wichtigen Spieler in der Mannschaft der Juniors. Insgesamt erzielte der Stürmer in 162 Spielen 107 Tore, womit er heute der fünfterfolgreichste Torschütze in der Geschichte des Vereins ist. Er bestritt auch ein Spiel für die argentinische Nationalmannschaft. Zudem gewannen die Boca Juniors mit Benítez 1934 und 1935 die Meisterschaft der Liga Argentina de Fútbol. Benítez wird auch als „der wahrscheinlich beste ausländische Spieler, der je das blau-gelbe Trikot von Boca getragen hat“ bezeichnet.
Ab 1939 spielte Benítez nacheinander für die argentinischen Vereine Racing Club de Avellaneda und Ferro Carril Oeste. 1940, während seiner Zeit beim RC de Avellaneda, wurde er als 33-facher Torschütze Torschützenkönig sowohl der argentinischen Primera División als auch ganz Südamerikas, gemeinsam mit San Lorenzos Isidro Lángara. 
Für sein Heimatland Paraguay hatte er in seiner Karriere 15 Spiele bestritten, in denen ihm drei Tore gelangen.

### Trainertätigkeit
Nach seinem Rücktritt vom aktiven Sport wurde Benítez Fußballtrainer. Er führte Independiente Medellín 1955 zum kolumbianischen Meistertitel und trainierte die venezolanischen Vereine La Salle und Deportivo Español. Mit letztgenanntem Klub wurde er 1959 Venezolanischer Meister. Er starb am 8. Januar 2004 im Alter von 93 Jahren.

## Erfolge
Als Spieler
- 2× Argentinischer Meister (1934, 1935 jeweils mit den Boca Juniors)
- 1× argentinischer Torschützenkönig (1940, als Spieler von Racing Club de Avellaneda)
- 1× südamerikanischer Torschützenkönig (1940, als Spieler von Racing Avellaneda)

Als Trainer
- Kolumbianischer Meister 1955 (mit Independiente Medellín)
- Venezolanischer Meister 1959 (mit Deportivo Español)